# Lucian Hölscher
Lucian Tobias Hölscher (* 17. August 1948 in München) ist ein deutscher Historiker. Er lehrte von 1991 bis 2014 an der Ruhr-Universität Bochum als Professor auf dem Lehrstuhl für Neuere Geschichte und Theorie der Geschichte.

## Leben
Hölscher stammt aus einer protestantischen Pfarrers- und Gelehrtenfamilie in Ostfriesland. Sein Vater war der Altphilologe Uvo Hölscher (1914–1996), seine Mutter die Germanistin und Goethe-Forscherin Dorothea Hölscher-Lohmeyer (1913–2008). Sein Großvater war der Alttestamentler Gustav Hölscher (1887–1954) und sein Urgroßvater war Wilhelm Hölscher (Pfarrer an der Leipziger Nikolaikirche, 1845–1911). Sein Bruder Tonio Hölscher (* 1940) ist Klassischer Archäologe.
Hölscher besuchte in Berlin das jesuitische Canisius-Kolleg, das Kurfürst-Friedrich-Gymnasium Heidelberg und als Privatschüler den Konfirmandenunterricht des evangelischen Theologen Helmut Gollwitzer. Nach dem Studium der Alten und Neuen Geschichte, der Soziologie, Philosophie und Volkswirtschaftslehre in Göttingen, Freiburg, Oxford und Heidelberg promovierte er 1976 bei Reinhart Koselleck, zu dem er als Assistent an die Universität Bielefeld wechselte. Dort betreute er am Zentrum für interdisziplinäre Forschung als Forschungsassistent die von Koselleck eingerichtete Forschergruppe Sprache und Geschichte (1976–1978) und die Arbeit des Gastwissenschaftlers Norbert Elias (1978–1982). Er arbeitete als Redaktionsassistent und Autor (Art. Öffentlichkeit, Utopie) am Lexikon Geschichtliche Grundbegriffe mit.
Nach seiner Habilitation an der Universität Bielefeld leitete er innerhalb des Bielefelder Sonderforschungsbereichs Sozialgeschichte des Bürgertums die Sektion Protestantismus und Bürgertum und nahm Einladungen als Fellow am Institut für Deutsche Geschichte an der Universität Tel Aviv und als Lehrstuhlvertreter von Helga Grebing an die Universität Göttingen wahr. 1991 wurde er als Nachfolger von Jörn Rüsen auf den Lehrstuhl für Neuere Geschichte und Theorie der Geschichte an die Ruhr-Universität Bochum berufen, wo er bis 2014 lehrte.
In Bochum war Hölscher seit 1994 am Aufbau des von Mihran Dabag und Kristin Platt geleiteten Instituts für Genozid- und Diasporaforschung beteiligt, dem er seither als Vorstandsvorsitzender verbunden ist. Von 2001 bis 2007 gehörte er als deutscher Fachvertreter für Geschichte der Tuning-Kommission der European University Association an, die die Implementierung des Bologna-Prozesses begleitete. Von 2002 bis 2011 war er Mitglied des Akademischen Senats der Ruhr-Universität Bochum. 2003 lehrte er als Gast am Europäischen Hochschulinstitut in Florenz, 2007 an der Maison de Science de l’Homme in Paris.
Seit 2002 war Hölscher am Aufbau des Forschungsschwerpunkts CERES (Center for Religious Studies) an der Ruhr-Universität Bochum beteiligt. 2006 bis 2012 gehörte er der DFG-Forschergruppe Transformation der Religion in der Moderne an (zusammen mit dem katholischen Zeithistoriker Wilhelm Damberg, dem Sozialhistoriker Klaus Tenfelde, dem evangelischen Theologen Traugott Jähnichen, dem Religionswissenschaftler Volkhard Krech und dem Medienhistoriker Frank Bösch). Von 2008 bis 2012 war er Vorstandsmitglied und Leiter des Themenschwerpunkts Religiöse Begriffe des Käte Hamburger Kollegs für geisteswissenschaftliche Forschung Dynamiken der Religion zwischen Asien und Europa, das von Volkhard Krech geleitet wurde. Im Jahr 2016 wurde er, bereits Emeritus, zum ersten Inhaber der Hans-Blumenberg-Gastprofessur des Exzellenzclusters Religion und Politik der Universität Münster ernannt.

## Werk
Hölschers wissenschaftliches Werk zentriert sich um vier Forschungsschwerpunkte:

### Begriffsgeschichte
In seiner wissenschaftlichen Arbeit verband Hölscher, anknüpfend an die Arbeiten von Reinhart Koselleck, schon frühzeitig sozialgeschichtliche mit begriffsgeschichtlichen Ansätzen. Zu dem von Otto Brunner, Werner Conze und Reinhart Koselleck herausgegebenen Lexikon Geschichtliche Grundbegriffe steuerte er die Artikel Utopie und Öffentlichkeit bei, letzterer in engem Zusammenhang mit seiner Dissertation Öffentlichkeit und Geheimnis. Zur Entstehung der Öffentlichkeit in der frühen Neuzeit (1979). Das Spektrum begriffsgeschichtlicher Studien erweiterte Hölscher in der Folge vor allem um die Geschichte religiöser Begriffe in der Neuzeit (Frömmigkeit, Jenseits, Religion, Konfession). Darüber hinaus beteiligte er sich organisatorisch und auch mit eigenen Arbeiten zur Theorie der Begriffsgeschichte an der internationalen Erweiterung der Begriffsgeschichte.

### Historische Zukunftsforschung
Ein zweiter Forschungsschwerpunkt zur Geschichte der Zukunft erwuchs seit Mitte der 1980er Jahre aus der Habilitationsschrift Weltgericht oder Revolution. Protestantische und sozialistische Zukunftsvorstellungen im deutschen Kaiserreich (1989). In den folgenden beiden Jahrzehnten erweiterte Hölscher diese Studien mit seinem Buch Die Entdeckung der Zukunft (1999, 2. erweiterte Auflage 2016) und einer großen Anzahl von Aufsätzen zu einem eigenen Forschungsfeld, der Historischen Zukunftsforschung, die er seit 2014 zu einem europäischen Forschungsnetzwerk mit einem dreimal jährlich erscheinenden Newsletter ausweitet.

### Religions- und Frömmigkeitsgeschichte
Seit Ende der 1980er Jahre baute Hölscher daneben, zunächst im Rahmen des Bielefelder Sonderforschungsbereichs Sozialgeschichte des neuzeitlichen Bürgertums einen religionsgeschichtlichen Forschungsschwerpunkt auf. Die von ihm als „Frömmigkeitsgeschichte“ bezeichnete Sozial- und Mentalitätsgeschichte des neuzeitlichen Protestantismus versteht sich als ein konzeptionelles Gegengewicht zur Kirchengeschichte und versucht, die Religionsgeschichte auf die säkulare Gesellschaft hin auszuweiten. Als Hauptwerke gingen daraus der statistische Datenatlas zur religiösen Geographie im protestantischen Deutschland (4 Bde., 2001) und die Geschichte der protestantischen Frömmigkeit (2005) hervor, ferner mehrere Sammelwerke, die alle in der von ihm herausgegebenen Reihe Geschichte der Religion in der Neuzeit im Wallstein Verlag erschienen sind.

### Theorie historischer Zeiten
Der jüngste Forschungsschwerpunkt von Hölscher widmet sich der Analyse historischer Zeitkonzepte seit dem 18. Jahrhundert. Eine erste Studie legte er dazu 2003 unter dem Titel Neue Annalistik. Umrisse einer Theorie der Geschichte (2003) vor. Auch spätere Schriften beschäftigten sich mit diesem Thema. Eng damit verbunden sind einige Studien zum „Geschichtsbruch“ des Ersten Weltkriegs, die insbesondere Probleme des historischen Verstehens über Geschichtsbrüche hinweg diskutieren. 2020 erschien die Studie Zeitgärten, in der Hölscher eine Theorie historischer Zeiten im Anschluss an Fernand Braudel und Reinhart Koselleck formuliert, deren Modell der „Zeitschichten“ er „jedoch für unzureichend hält, weil sich unterschiedliche Zeitordnungen nicht nur wie geologische Schichten übereinander lagern,  sondern viel komplexer aufeinander bezogen sind: Sie vermischen sich, konkurrieren miteinander oder stoßen sich wechselseitig ab. Mit den Begriffen der Zeitfigur und des Zeitgartens möchte Hölscher  Erkenntnismittel bereitstellen, die diese Zeitbeziehungen filigraner und flexibler erfassen.“

## Schriften (Auswahl)

### Monografien
- Öffentlichkeit und Geheimnis. Eine begriffsgeschichtliche Untersuchung zur Entstehung der Öffentlichkeit in der frühen Neuzeit (= Sprache und Gesellschaft. Band 4). Klett-Cotta, Stuttgart 1979, ISBN 3-12-912420-9.
- Weltgericht oder Revolution. Protestantische und sozialistische Zukunftsvorstellungen im deutschen Kaiserreich. Klett-Cotta, Stuttgart 1989, ISBN 3-608-91559-1.
- Die Entdeckung der Zukunft. Fischer Verlag, Frankfurt 1999, ISBN 3-596-60137-1.[3]
- Datenatlas zur religiösen Geographie im protestantischen Deutschland zwischen der Mitte des 19. Jahrhunderts und dem Zweiten Weltkrieg, 4 Bde. De Gruyter, Berlin 2001, ISBN 3-11-016905-3.
- Neue Annalistik. Umrisse einer Theorie der Geschichte. Wallstein Verlag, Göttingen 2003, ISBN 3-89244-664-4.[4]
- Geschichte der protestantischen Frömmigkeit. Band 1: Von der Reformation bis zum Ersten Weltkrieg. C. H. Beck, München 2005, ISBN 3-406-53526-7.[5][6]
- »Wenn ich ein Vöglein wär’ ...«. Über Utopien und Wirklichkeit in der Neuzeit. Lyrik Kabinett (Münchner Reden zur Poesie), München 2008. ISBN 978-3-938776-18-6.
- Semantik der Leere. Grenzfragen der Geschichtswissenschaft. Wallstein Verlag, Göttingen 2009, ISBN 978-3-8353-0408-6.[7]
- Zeitgärten. Zeitfiguren in der Geschichte der Neuzeit. Wallstein Verlag, Göttingen 2020, ISBN 978-3-8353-3757-2.

### Herausgeberschaften
- Das Jenseits. Facetten eines religiösen Begriffs in der Neuzeit (= Geschichte der Religion in der Neuzeit. Band 1). Wallstein Verlag, Göttingen 2007, ISBN 978-3-8353-0201-3.
- Political Correctness. Der sprachpolitische Streit um die nationalsozialistischen Verbrechen. Wallstein Verlag, Göttingen 2008, ISBN 978-3-8353-0344-7.
- (mit Frank Bösch) Jenseits der Kirche. Die Öffnung religiöser Räume seit den 1950er Jahren. Wallstein Verlag, Göttingen 2013, ISBN 978-3-8353-1348-4.